# Vidimir
Vidimir (451 - 473) was een vorst van de Ostrogoten.
Na de dood van Atilla leidde hij samen met de vorsten Valamir en Thiudimir de opstand tegen de Hunnen in 454. In de slag aan de Nadao werden de Hunnen succesvol verslagen door de Ostrogoten en deze vestigden zich hierna in Pannonië. Het Oost-Romeinse Rijk kende hen in 455 deze streek toe als bondgenoten. Na de oorlog met de Skiren, Herulen en Gepiden, verliet een groot deel van de Ostrogoten Pannonië. Onder leiding van Vidimir bereikte in 473 een deel Italië. De West-Romeinse keizer Glycerius wist hem ertoe te bewegen verder te trekken naar Gallië, naar hun stamverwanten de Visigoten.